# Muzeray
Muzeray település Franciaországban, Meuse megyében. Lakosainak száma 132 fő (2022. január 1.). Muzeray Billy-sous-Mangiennes, Duzey, Loison, Nouillonpont, Spincourt és Vaudoncourt községekkel határos.

## Népesség
A település népességének változása:
| Lakosok száma | 134  | 93   | 87   | 134  | 133  | 135  | 134  | 136  | 137  | 132  |
|               | 1968 | 1990 | 1999 | 2011 | 2013 | 2016 | 2017 | 2019 | 2020 | 2022 |